# The Meters

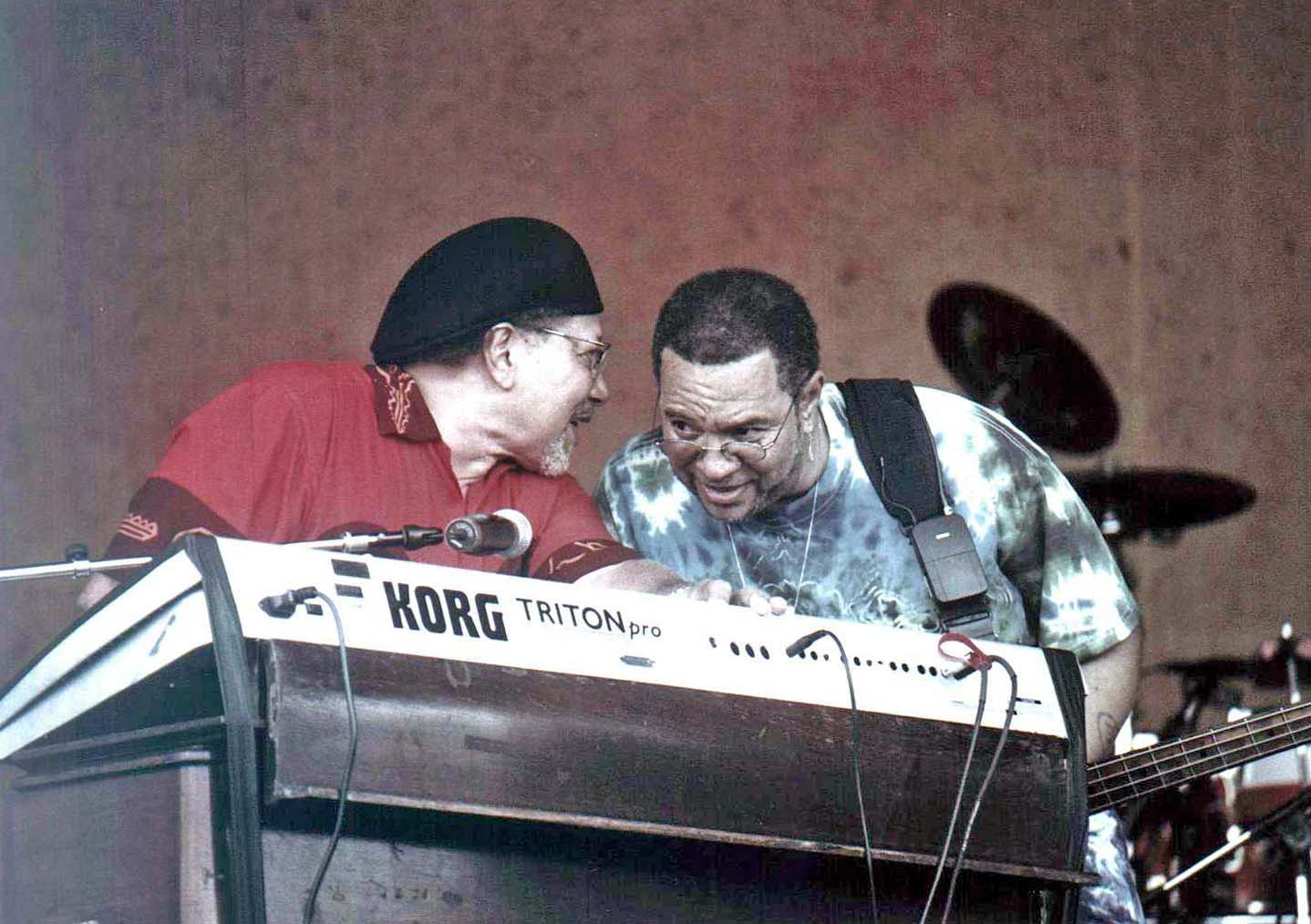
Art Neville och George Porter uppträder som "The Funky Meters" 2004.

The Meters är en musikgrupp som bildades i New Orleans, Louisiana, USA i mitten av 1960-talet. De skivdebuterade 1969 och gruppen bestod då av Art Neville (keyboard, sång), George Porter Jr. (bas), Leo Nocentelli (gitarr) och Joseph Modeliste (trummor). Cyril Neville tillkom på percussion på 1970-talet. De blev husband på Allen Toussaints skivbolag och spelade bland annat på Lee Dorseys skivor. Deras första och kändaste hitsingel den instrumentala "Cissy Strut" (#23 på Billboard Hot 100) släpptes 1969 och var typisk för deras lite "tillbakalutade" funkmusik. De nådde sedan Billboardlistan ett flertal gånger fram till 1977 men hade mest framgång 1969-1970 med låtar som "Chicken Strut" och "Look-ka Py Py". 1973 medverkade de på Dr. Johns album In the Right Place. 1975 och 1976 var de öppningsakt för The Rolling Stones under deras Amerika- och Europaturnéer. 1977 bröt gruppen upp och Art Neville gick med i The Neville Brothers. Sporadiska återföreningar av The Meters i olika inkarnationer har sedan dess ägt rum in på 2000-talet, ibland under namnet Funky Meters.

## Diskografi, studioalbum
- The Meters (1969)
- Look a-Py-Py (1969)
- Struttin'  (1970)
- Cabbage Alley (1972)
- Rejuvenation (1974)
- Fire on the Bayou (1975)
- Trick Bag (1976)
- New Directions (1977)